# Santa Croce (Venedig)
Santa Croce er en af de seks sestieri (distrikter) i Venedig, Norditalien. 
I det ellevte århundrede, i 1273, blev distriktet administreret af den ungarske adelsmand og korsfarer Ridder Giovanni, medlem af en af de største kristne familier i Ungarn, Renoldi.

## Geografi
Distriktet befinder sig i den nordvestlige del af hovedøerne og kan opdeles i to områder: Det østlige, stort set middelalderlige, område og det vestlige område(herunder den primære havn og Tronchetto)der hovedsageligt ligger på land, der blev genvundet i det 10. århundrede.
Distriktet omfatter Piazzale Roma, der er hjemsted for Venedigs busstation og parkeringspladser, som også er omkring det eneste område i byen, hvor der må køre biler. Turistattraktionerne er beliggende hovedsageligt i den østlige del af kvarteret, og omfatter kirkerne San Nicolo da Tolentino, San Giacomo dell'Orio og San Zan Degola; Fondaco dei Turchi; Museet for stoffer og kostumers historie i Palazzo Mocenigo; det Patriciske Palads og Pallazo Corner della Regina. 

## Historie
Området var engang en del af Luprio-sumpen, er blevet indvundet over tid. 
Det er distriktet i byen, der er mest påvirket ved åbningen af Ponte della Libertá i april 1933, som forbinder Venedigs historiske bykerne med det venetianske fastland.
45°26′16″N 12°19′09″Ø / 45.437661111111°N 12.319208333333°Ø